# Praga E-39
Praga E-39/BH-39 — чехословацкий учебный самолёт 1930-х годов.

## История
Самолёт разработан в 1931 году конструкторами фирмы ČKD-Praga Павлом Бенешем и Мирославом Хайном. Его первый полёт состоялся в июне того же года. Разрешения на серийный выпуск и контракта с национальными ВВС удалось добиться лишь в 1934 году, после постройки более удачного прототипа, с более мощными двигателем и изменениями в конструкции рулей.
Восемь серийных E-39N было выпущено на заводе Letov. На более поздних сериях устанавливались различные двигатели: E-39G был оборудован мотором Walter Gemma, E-39M — Walter Mars, а на 10 машинах Praga E-39AG, выпущенных в 1937 году, стояли импортные британские 7-цилиндровые Armstrong Siddeley Genet Major.
Самолёт использовался в учебных частях. До начала Второй мировой войны было выпущено 139 экземпляров E-39 различных модификаций; в Чехии, оккупированной Германией, 125 самолётов достались Люфтваффе, также использовавшим их как учебные, 10 из них были переданы Словацким ВВС и участвовали в боевых действиях на территории Советского союза в качестве разведывательных. Во время словацкого национального восстания некоторые из них применялись повстанцами.
Также несколько самолётов было передано Германией в ВВС Венгрии.
После войны один E-39 (борт OK-SNA) под обозначением C-19 использовался для буксировки планеров при аэроклубе в Кралупи-над-Влтавоу.

## Модификации
E-39NZ / BH-39NZДвигатель Walter NZ 120, 122 л. с. (89,4 кВт);
E-39G / BH-39GWalter Gemma, 152 л. с. (112 кВт);
E-39AG / BH-39AGArmstrong Siddeley Genet Major, 152 л. с. (112 кВт) ;
E-39MWalter Mars, 155 л. с. (115 кВт), построено 2.

## Операторы
- Чехословакия
  - ВВС Чехословакии
- Германия (трофейные чехословацкие)
  -  Люфтваффе
- Словакия
  -  Словацкие воздушные силы
  -  Партизанские ВВС Словакии
- Венгрия
  -  ВВС Венгрии

## Тактико-технические характеристики
(BH-39NZ)
Источник данных: 

Технические характеристики
- Экипаж: 2 (курсант и инструктор)
- Длина: 7,49 м
- Размах крыла: 10,00 м
- Высота: 2,57 м
- Площадь крыла: 23,7 м²
- Масса пустого: 610 кг
- Нормальная взлётная масса: 875 кг
- Силовая установка: 1 × Walter NZ 120
- Мощность двигателей: 1 × 122 л. с. (1 × 89,4 кВт)

Лётные характеристики
- Максимальная скорость: 162 км/ч
- Крейсерская скорость: 136 км/ч
- Практическая дальность: 483 км
- Практический потолок: 3566 м